# Wu Ming Contingent
Il Wu Ming Contingent (in cinese 无名军队, pinyin wu ming jun dui) è un gruppo musicale punk rock italiano, formatosi a Bologna nel 2012 come "sezione musicale" della Wu Ming Foundation.

## Storia del gruppo
Il nome Wu Ming Contingent ("esercito senza nome") è un omaggio all'album Wu Liao Contingent (无聊军队), pubblicato nel 1999 dalle quattro principali band di Oi! cinese (ovvero 69, Reflector, Brain Failure e A-Jerks).
Formatosi nell'ottobre 2012, la nascita del quartetto è stata annunciata il 14 maggio 2013 sul blog dei Wu Ming "Giap".
La prima formazione vede Wu Ming 2 come cantante (già voce della band hardcore punk Frida Frenner, che aveva composto il brano Jackpunk per la colonna sonora del film Jack Frusciante è uscito dal gruppo), Wu Ming 5 alla chitarra (che proveniva dal gruppo Oi! Nabat), Yu Guerra al basso e Cesare Ferioli alla batteria (entrambi militanti nel gruppo X-Ray Men, che aveva collaborato a un reading con il poeta Gilberto Centi).
Il primo concerto del gruppo si è tenuto il 16 maggio al TPO di Bologna, insieme a Lo Stato Sociale e Steno dei Nabat.
Il 18 aprile 2014 la band ha pubblicato il suo primo album, Bioscop, per l'etichetta Woodworm.
Il 12 febbraio 2016 è uscito il secondo album, Schegge di Shrapnel, sempre per Woodworm.
Entrambi i dischi sono pubblicati con licenza Creative Commons BY-NC-SA 4.0.
Nel 2016 Riccardo Pedrini (Wu Ming 5) è stato sostituito da Egle Sommacal (Massimo Volume, Ulan Bator).
Nel 2017 hanno portato in giro un reading musicale sull'elettroshock dal nome La terapia del fulmine. A una delle date degli spettacoli, svoltasi il 20 ottobre 2019 al Circolo Ribalta di Vignola, è stato registrato dal vivo il brano Acroagonine, incluso poi all'interno del "Volume II. Secondo Piano Quinquennale" della compilation Dieci (Circolo Arci Ribalta 2010|2020) (Lilium Produzioni, 2021).

## Stile e influenze
Il gruppo frequenta un alternative rock venato di punk, post-punk e post-rock. Fa ampio uso della forma dello spoken word ed è stato accostato a gruppi come Massimo Volume, Offlaga Disco Pax, Bachi da Pietra e Uochi Tochi, oltre che CCCP - Fedeli alla linea, Diaframma, Kina, Nabat, Management del dolore post-operatorio, Disciplinatha e Freak Antoni.
Tra le loro influenze ci sono i Public Image Limited, i Neu!, i Sonics, i Joy Division, Lou Reed e Patti Smith.

## Formazione
Attuale
- Wu Ming 2 – voce, synth (2012-presente)
- Yu Guerra – basso, synth (2012-presente)
- Cesare Ferioli – batteria e campionatore (2012-presente)
- Egle Sommacal – chitarre (2016-presente)

Ex componenti
- Wu Ming 5 – chitarra, synth (2012-2016)

## Discografia

### Album in studio
- 2014 – Bioscop (Woodworm)
- 2016 – Schegge di Shrapnel (Woodworm)

### Singoli
- 2015 – La rivoluzione (non sarà trasmessa su YouTube) (Wu Ming Foundation Mix)
- 2015 – La tregua di Natale

### Apparizioni in compilation
- 2014 – Save Gaza Compilation (Free Artists For Free Gaza), con Stay Human
- 2021 – Vennero in sella due gendarmi // Vennero in sella con le armi, con Peter Norman
- 2021 – Dieci (Circolo Arci Ribalta 2010|2020) Volume I / Volume II, con Acroagonine